# Danuta Uryga
Danuta Małgorzata Uryga – polska pedagog, dr hab. nauk społecznych, pracownik naukowy Instytutu Pedagogiki Akademii Pedagogiki Specjalnej im. Marii Grzegorzewskiej.

## Życiorys
W 2002 r. obroniła pracę doktorską Edmund Burke - filozof, polityk i estetyk. Związki między myślą polityczną i koncepcją estetyczną E. Burke'a, której promotorem był dr hab. Bronisław Łagowski, w 2014 r. habilitowała się na podstawie pracy zatytułowanej „Mała szkoła” w środowisku wiejskim. Socjopedagogiczne studium obywatelskich inicjatyw. Jest profesorem uczelni i dyrektorem w Instytucie Pedagogiki Akademii Pedagogiki Specjalnej im. Marii Grzegorzewskiej.
Została członkiem Komitetu Nauk Pedagogicznych, Sekcji Pedagogiki Szkoły PAN.